# Un minut de adevăr (film din 1952)
Un minut de adevăr (titlul original: în franceză La Minute de vérité)  este un film dramatic de coproducție franco-italo-austriacă, realizat în 1952 de regizorul Jean Delannoy, protagoniști fiind actorii Jean Gabin,Michèle Morgan, Daniel Gélin.

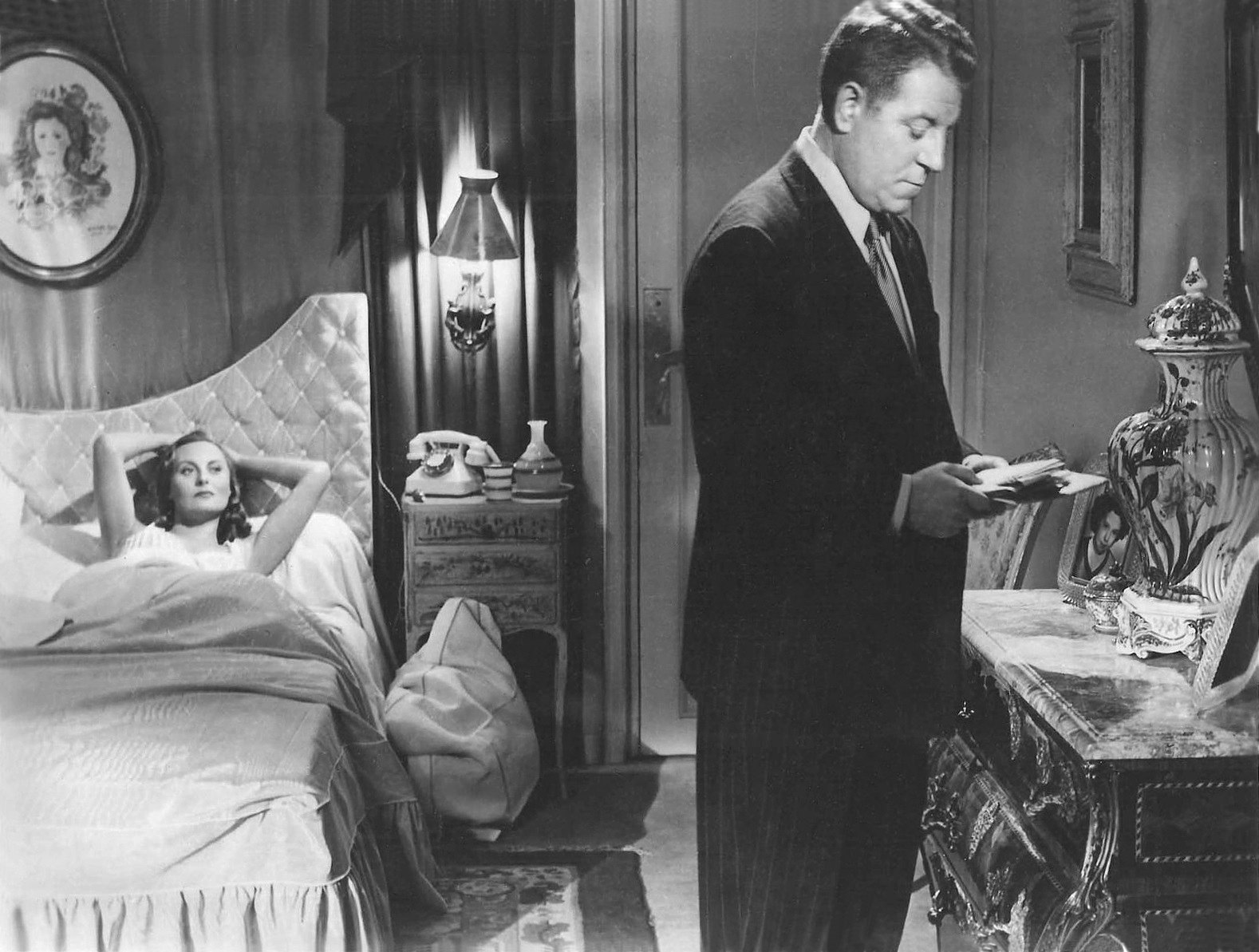
Michèle Morgan și Jean Gabin într-o scenă din film

## Distribuție
- Jean Gabin – doctorul Pierre Richard
- Michèle Morgan – Madeleine Richard, soția sa
- Daniel Gélin – Daniel Prévost, pictor
- Simone Paris – Mony, o actriță, prietena lui Madeleine
- René Génin – gardianul de la catedrala Notre-Dame de Toute Grâce du Plateau d'Assy
- Robert Dalban – M. Taboureau, client al „Zéro de conduite”
- Lia Di Leo – dna. Meunier, infirmieră
- Marie-France – Simone Richard, fetița
- Denise Clair – dna. Nicolas, portăreasa
- Doris Duranti – dna. Duranti
- Jim Gérald – Eddy, patronul cabaretului
- Raphaël Patorni – un actor coleg al Madeleinei
- Denise Prêcheur – Rose, bona
- Jean-Marc Tennberg – pacient la spital
- Georges Bever – un pacient privat
- Marfa Dhervilly – garderobiera de la teatru
- Fransined – un comediant în turneu
- Émile Genevois – taxi-ciclist
- Albert Michel – un comediant în turneu
- Yvonne Yma – soția unui bolnav
- Yette Lucas – mama unui copil
- Walter Chiari – un client din cabaret
- Laure Paillette – o portăreasă
- Marcel Rouzé – un locatar vecin cu Daniel
- Charles Bayard – un client din cabaret
- Grégoire Gromoff – un locatar vecin cu Daniel
- Jacqueline Cantrelle
- Michel Rob
- Jean Chaduc
- Lucien Dorval
- Raymond Faure
- André Chanu